# 强壮小剑水蚤
强壮小剑水蚤（学名：Microcyclops robustus）为剑水蚤科小剑水蚤属的动物，是中国的特有物种。分布于黑龙江等地，常栖息于小型水域内。